# Streamfield, les carnets noirs
Pour plus de détails, voir Fiche technique et Distribution.
Streamfield, les carnets noirs est un film français réalisé par Jean-Luc Miesch, sorti en 2010.

## Fiche technique
- Titre : Streamfield, les carnets noirs
- Réalisateur : Jean-Luc Miesch
- Scénario : Jean-Luc Miesch, Jean de Tonquedec et Patrick Rougelet
- Photographie : Philippe Brelot
- Musique : Philippe Sarde
- Son : Ludovic Elias
- Décors : Jennifer Charbit
- Montage : Christian Billette
- Pays d'origine :  France
- Format :
- Genre :
- Durée : 105 minutes
- Date de sortie : 13 janvier 2010

## Distribution
- Élizabeth Bourgine : Liso Vega
- Bernard Le Coq : Dominique Menacci
- Jean-Pierre Castaldi : Président Massedelle
- Marie-Sophie L. : Patricia Morlais
- Catherine Jacob : la juge Soren
- Philippe Morier-Genoud : Gaspard Arthus
- Delphine Depardieu : l'étudiante
- Pierre Malet : Iskander Labade
- François-Éric Gendron : François Viallat
- François Marthouret : Abel Mocchi
- Jean-Claude Dauphin : Corbin, "le corbeau"
- Patrick Raynal : le banquier
- Pascale Louange : Pascale
- Alexandre Chuat : le journaliste
- Patrick Lambert : Charles
- Gilles Salles : le chauffeur d'Arthus
- Pierre Arditi : le premier

## À noter
- La sortie de ce film inspiré de l'affaire Clearstream, prévue le 25 novembre 2009, est repoussée à janvier 2010, "en raison de "petits problèmes techniques" liés à la transformation du film en version exploitable en salles", selon Libération du 2 novembre 2009.